# Chkalov, Lori
Chkalov là một đô thị thuộc tỉnh Lori, Armenia. Dân số ước tính năm 2011 là 186 người.